# Egon Kühebacher
Egon Kühebacher (* 1934 in Innichen, Südtirol, Italien) ist ein Südtiroler Sprachwissenschaftler, Historiker und Germanist.

## Leben
Nach dem Besuch des Vinzentinums in Brixen und am Franziskanergymnasiums in Bozen studierte Kühebacher an der Universität Innsbruck Germanistik, vergleichende Sprachwissenschaft, Geschichte, Kunstgeschichte und Philosophie. 1959 promovierte er mit einer Dissertation über Pustertaler Dialekte. Anschließend war er Lehrbeauftragter an der Universität Innsbruck bis 1964, Mitarbeiter des Instituts Deutscher Sprachatlas in Marburg an der Lahn bis 1967, des Südtiroler Kulturinstituts bis 1973 und bis zu seiner Pensionierung 1998 des Südtiroler Landesarchivs.
Kühebacher ist Verfasser des Tiroler Sprachatlasses und zahlreicher weiterer wissenschaftlicher Publikationen über dialektgeografische, sprachgeschichtliche, namenkundliche, historische, volkskundliche und theaterwissenschaftliche Themen.
Von 1969 bis 1981 war Kühebacher außerdem Obmann des Bundes Südtiroler Volksbühnen (heute Südtiroler Theaterverband). Für seine Verdienste wurden ihm 1981 das Verdienstkreuz und 1984 das Ehrenzeichen des Landes Tirol verliehen. Er richtete das Museum des Stiftes Innichen ein und erschloss das bedeutsame Stiftsarchiv. 1998 wurde ihm der Walther-von-der-Vogelweide-Preis verliehen.

## Veröffentlichungen (Auswahl)
- Karl Kurt Klein, Ludwig Erich Schmitt (Hrsg.): Tirolischer Sprachatlas. Unter Berücksichtigung der Vorarbeiten Bruno Schweizers bearb. von Egon Kühebacher. Band 1: Vokalismus; Band 2: Konsonantismus, Vokalquantität, Formenlehre. Tyrolia, Innsbruck 1965–1969, DNB 458348414.
- Die Hofmark Innichen. Ein Heimatbuch für Einheimische und Gäste. Hrsg. vom Festkomitee „1200 Jahre Innichen“. Ferrari-Auer-AG, Bozen 1969, DNB 574804528 (229 S.; digital.tessmann.it).
- Im Kampf gegen Feuer und Wasser. Festschrift. Hrsg. von der Freiwilligen Feuerwehr Innichen. Innichen 1978, OCLC 954909666 (159 S.).
- als Hrsg.: Deutsche Heldenepik in Tirol. Bozen 1979.
- Literatur und Bildende Kunst im Tiroler Mittelalter (= Innsbrucker Beiträge zur Kulturwissenschaft / Germanistische Reihe. Band 15). Universität Innsbruck, Innsbruck 1982, ISBN 3-85124-088-X.
- Spiel und Fest in der Geschichte der Hofmark Innichen. Hrsg. von der Volksbühne Innichen. Innichen 1990, DNB 972700986.
- Kirche und Museum des Stiftes Innichen. Begleiter und Führer bei der Betrachtung der Kulturdenkmäler und Kunstwerke des ältesten Tiroler Stiftes. Athesia, Bozen 1993, ISBN 88-7014-721-5.
- 100 Jahre Genossenschaftsleben nach Raiffeisens System in den Gemeindegebieten von Innichen und Sexten. Raiffeisenkasse Hochpustertal,  Innichen 1993, OCLC 767787392.
- Die Ortsnamen Südtirols und ihre Geschichte. 3 Bände. Athesia, Bozen 1991–2000, DNB 552023604.
  - Band 1: Die geschichtlich gewachsenen Namen der Gemeinden, Fraktionen und Weiler, ISBN 88-7014-634-0. (2. Auflage 1995).
  - Band 2: Die geschichtlich gewachsenen Namen der Täler, Flüsse, Bäche und Seen, ISBN 88-7014-827-0.
  - Band 3: Die Namen der Gebirgszüge, Gipfelgruppen und Einzelgipfel Südtirols. Gesamtregister, ISBN 88-8266-018-4.
- Kunst- und Kulturlandschaft des Gemeindegebietes von Innichen. 3. Auflage. Hrsg. vom Tourismusverein Innichen. Innichen 2003, ISBN 88-901169-0-0.
- Namenpolitik in mehrsprachigen Ländern und Staaten. In: Ernst Eichler (Hrsg.): Namenforschung: ein internationales Handbuch zur Onomastik. Band 2. de Gruyter, Berlin/New York 1996, S. 1802–1810, ISBN 978-3-11-014879-4.
- Südtirol, Alto Adige, Sudtirolo. Beiträge zur Tiroler Namensgeschichte. Mit Cristian Kollmann, hrsg. vom Österreichischen Wissenschaftlichen Verein zur Erforschung Mitteleuropäischer Geschichte, Sozialfragen, Sprachenkunde, Volkskunde, Siedlungsgeschichte und Minderheiten und der Österreichischen Landsmannschaft. Wien 2003, ISBN 3-902350-04-0.
- Sprache und Namen im Dolomitenland. Beiträge zur Ortskunde Südtirols. Österreichische Landsmannschaft, Wien 2007, ISBN 978-3-902350-25-1 (mit Fotos von Erika Hubatschek).
- CD Zin ungiwejn der Gruppe Titlá unter anderem mit drei vertonten Gedichten von Egon Kühebacher: Di Wilde Foore (1997), S’orme Piabl sog zin Neene, S’innofeldmandl (1986).
- 1250 Jahre Innichen. Eine Festschrift zum Jubiläumsjahr 2019. Universitätsverlag Wagner, Innsbruck 2019. ISBN 978-3-7030-0985-3 (448 S.).